# Hypagyrtis pallidaria
Hypagyrtis pallidaria là một loài bướm đêm trong họ Geometridae.